# Корешков, Владимир Степанович
Владимир Степанович Корешков (28 декабря 1911 — 29 сентября 1953) — советский военный деятель, генерал-майор авиации, участник советско-финской и Великой Отечественной войн.

## Биография
Владимир Степанович Корешков родился 28 декабря 1911 года в городе Санкт-Петербурге. В 1928 году был призван на службу в Рабоче-Крестьянскую Красную Армию. В 1929 году окончил Ленинградскую военно-теоретическую школу лётчиков, в 1931 году — 2-ю Борисоглебскую военную авиационную школу лётчиков. В том же 1931 году прошёл переобучение в Военной школе морских лётчиков и лётчиков-наблюдателей и был направлен для дальнейшего прохождения службы в состав военно-морской авиации. До мая 1938 года служил в Ейском военно-морском авиационном училище имени И. В. Сталина, будучи лётчиком-инструктором, командиром авиационного звена. Позднее был направлен на Балтийский флот, где принял командование над 4-й эскадрильей 5-го истребительного авиационного полка. Участвовал в советско-финской войне. В феврале 1941 года назначен помощником командира того же полка. В этой должности встретил начало Великой Отечественной войны.
В апреле 1942 года Корешков был назначен командиром 71-го истребительного авиационного полка ВВС Балтийского флота. Совершал боевые вылеты на отражение немецких авиационных налётов на Ленинград и корабли Балтийского флота. Уже спустя месяц после вступления в командование по итогам боевой деятельности Корешков был удостоен ордена Ленина. В октябре 1942 года он назначается командиром 4-го гвардейского истребительного авиационного полка, а спустя месяц — командиром 9-й штурмовой авиационной бригады. Вместе с этой бригадой активно участвовал в операции по прорыву блокады Ленинграда, в ходе которой лётчики Корешкова прикрывали сухопутные части от налётов немецкой авиации к югу от Ладожского озера. Только за период операции «Искра» бригада совершила 513 боевых вылетов, сбив 8 вражеских самолётов.
В июне 1943 года Корешков принял командование над 61-й истребительной авиационной бригадой, которая через месяц была преобразована в 1-ю гвардейскую истребительную авиационную дивизию. Сумел добиться высокого уровня боевой подготовки лётного состава. Лётчики дивизии успешно отражали немецкие налёты на Ленинград, не допуская вражеские бомбардировщики до советских боевых порядков, вынуждая их сбрасывать бомбовые грузы, не долетая до цели; наносили бомбовые и штурмовые удары по аэродромам, плавсредствам и морским базам противника, повреждали и топили его корабли.
После окончания войны продолжал службу в военно-морской авиации, командовал 24-й гвардейской истребительной авиационной дивизией 4-го Военно-морского флота. В 1951 году окончил Высшую военную академию имени К. Е. Ворошилова. С сентября 1953 года командовал ПВО и одновременно являлся заместителем командующего ВВС Тихоокеанского флота. Скончался 29 сентября 1953 года, похоронен на Красненьком кладбище Санкт-Петербурга.

## Награды
- Орден Ленина (9 июня 1942 года);
- 4 ордена Красного Знамени (21 марта 1940 года, 1 апреля 1943 года, 30 июня 1944 года, 20 июня 1949 года);
- Орден Ушакова 2-й степени (23 мая 1945 года);
- Орден Красной Звезды (3 ноября 1944 года);
- Медали «За оборону Ленинграда», «За взятие Кёнигсберга» и другие медали.